# Castell de Camprodon
El Castell de Camprodon, originalment de Sant Nicolau, és una antiga fortificació al nucli de Camprodon (Ripollès) declarada bé cultural d'interès nacional. Fou un castell termenat documentat el 1196 i volat el 1698. Diu del que en queden restes de bases dels murs de defensa. La muntanya està ocupada avui dia per alguns horts en els marges amb més pendent i el pla de la Torre del Coll, i cases d'estiueig, com per exemple Can Serra, Can Conde o Can Vincke, en les parts més planeres.

## Història
El topònim "Camporotundo" es troba a l'acta de consagració de la primitiva església, dedicada a Sant Pere, l'any 904. El 1196 Pere el Catòlic donà llicència a l'abat Bernat perquè, amb tots els veïns, es traslladés al Puig de les Relíquies (Podium Reliquiarium), on calgué fer algunes obres de defensa davant el perill de la Guerra dels Albigesos. S'iniciava així el castell de Sant Nicolau, nom de la capella que sembla que ocupava aquell cim, on també hi havia, hom diu, un hospital de pelegrins. A la banda de ponent del castell nasqué la Vila de Baix, sector que el castell protegí cenyint-lo amb les muralles. El 1462 el rei Joan facultà uns delegats "per resoldre si convenia a les necessitats de la guerra arreglar la vella fortalesa de Camprodon". El 1658 va ser escenari de la batalla de Camprodon. Durant el 1666 s'iniciaren les obres de reconstrucció i ampliació del castell però el 1698 fou volat per ordre del virrei de Catalunya.

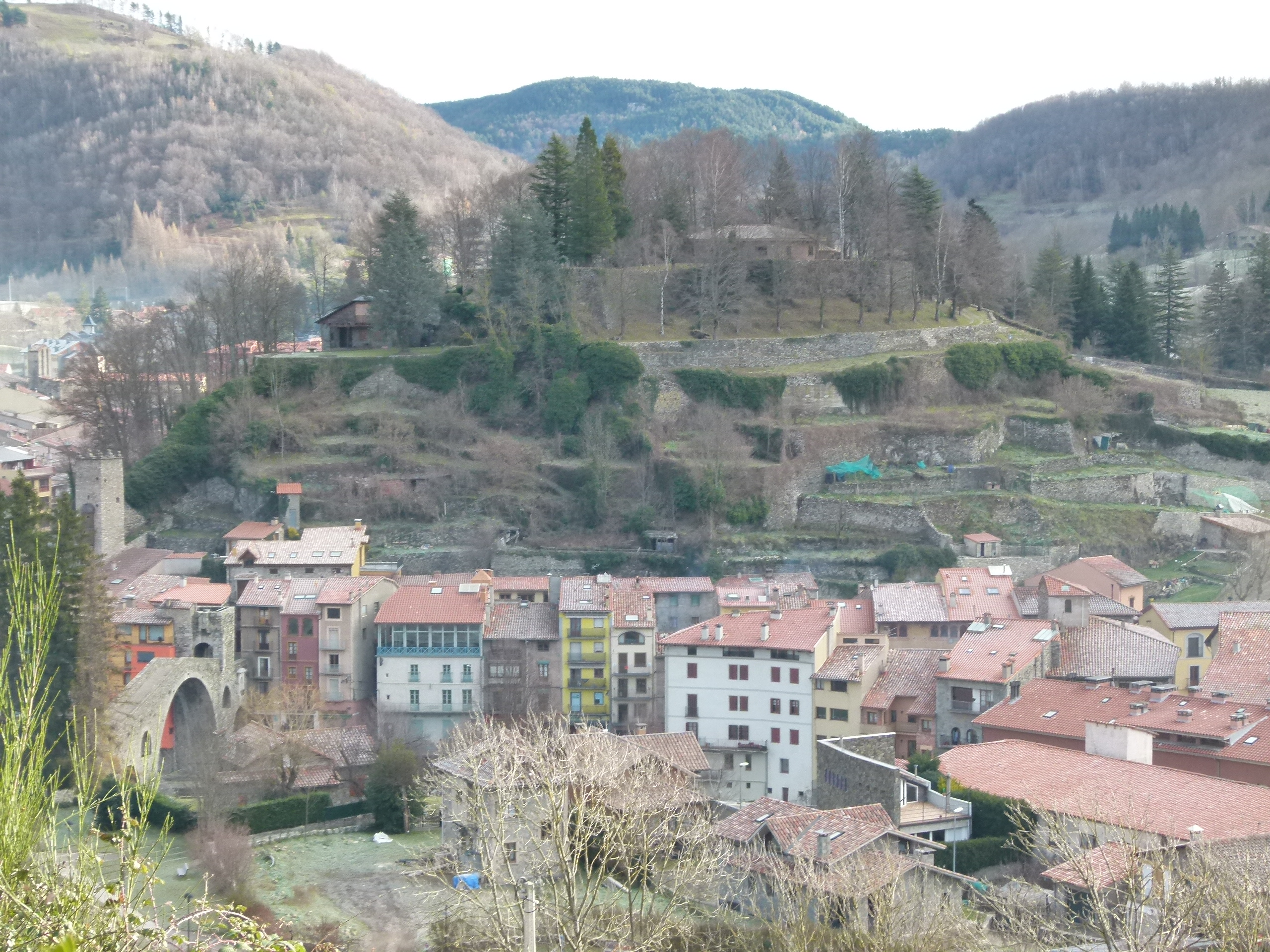
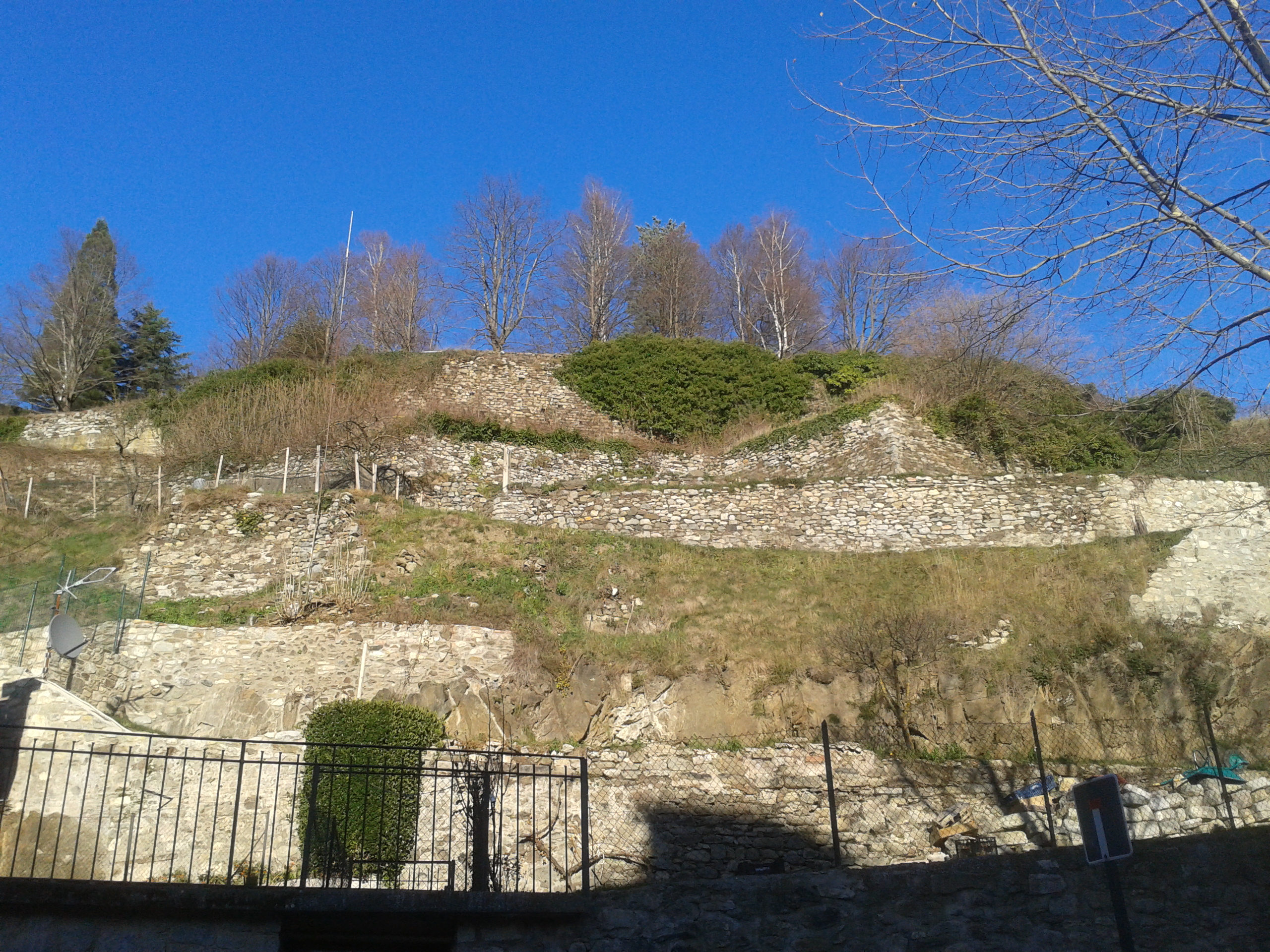